# Roy Arne Kvisla
Roy Arne Kvisla, född 14 september 1968, är en norsk galopptränare och före detta jockey. Han driver sin verksamhet Kvisla Racing i Bålsta, och hans hemmabana är Bro Park. Han samarbetar ofta med jockeyn Per-Anders Gråberg.

## Biografi
Roy Arne Kvisla var till en början verksam som lärling och jockey, vilket han hade en framgångsrik karriär som. Som jockey red han även steeplechase, något som han var mest framrik inom. Efter karriären som jockey startade Kvisla sin träningsverksamhet, och har varit verksam i Norge, England och Sverige.
Kvisla har bland annat segrat i Täby Vårsprint tillsammans med Musadif, 2005, då riden av Gustavo Solis.
Han har två barn. En dotter född 1999 och en son 2002. 